# Walpurgis
『Walpurgis』（ヴァルプルギス）は、2021年4月14日に発売されたAimerの6枚目のアルバム。

## 概要
アルバムの発売は、5枚目かつ2枚同時発売となった『Sun Dance & Penny Rain』より2年ぶりの新作。前作発売後に発表されたシングル曲を全て収録している。タイアップ曲が全14曲中12曲となり、過去最多となった。
2021年4月26日付の週間アルバムランキングでは、前作の「Penny Rain」に引き続き2位を獲得した。また同日付のオリコン週間合算アルバムランキング及びオリコン週間デジタルアルバムランキングでは1位を獲得した。
デビュー10周年に発売されるこのアルバムのテーマは「四季の移ろいをアルバムに封じ込める」。既発曲以外は全てコロナ禍の中で制作された。タイトルの『Walpurgis』はヴァルプルギスの夜のことで、今まで出会ってきたファンと一緒だから辿り着けた祝祭のようなアルバムになってほしいことから名前がつけられた。
通常盤、初回生産限定盤AとB、完全生産限定盤の4形態で発売された。初回盤Aには、シングル曲4曲とアルバム曲2曲のMV集と、ライブツアー「Aimer Hall Tour 19/20 “rouge de bleu”」の最終公演を収録したBlu-rayが付属される。初回盤BはMV集のみ収録されたDVDが付属される。また、完全生産限定盤は初回盤Aの内容に加え、同じライブツアーの最終日の前日の公演も追加で収録された合計Blu-ray3枚が付属される。

## ジャケット・アートワーク
タイトル通り、「ヴァルプルギスの夜」をモチーフにしたアートワークを背景とし、Aimerの背後が写ってるという内容になっている。また、今作の先行（19枚目）シングル『SPARK-AGAIN』には本アルバムと同時に撮影を即行し、線香花火部分のみを切り取ったものが使用されている。

## 収録曲

### CD（全形態共通）
1. Walpurgis -prologue-
作曲：百田留衣、編曲：玉井健二/百田留衣
2. STAND-ALONE
作詞：aimerrhythm、作曲：飛内将大、編曲：玉井健二/飛内将大
  - 配信限定シングル。
  - TVドラマ「あなたの番です」主題歌。
3. cold rain
作詞：aimerrhythm、作曲：三橋隆幸、編曲：玉井健二/百田留衣
  - TVアニメ「魔道祖師 羨雲編」ED主題歌。
4. トリル
作詞：aimerrhythm、作曲：飛内将大、編曲：玉井健二/飛内将大
  - 短編アニメ「夜の国」主題歌。
5. 地球儀 (with Vaundy)
作詞・作曲・編曲：Vaundy
  - Vaundyによる楽曲提供・プロデュース。ボーカルにも参加している。
  - ABEMA番組「隣の恋は青く見える」主題歌。
  - DS Automobiles 「DS 3 CROSSBACK INES DE LA FRESSANGE」 CM曲。
6. SPARK-AGAIN
作詞：aimerrhythm、作曲：飛内将大、編曲：玉井健二/飛内将大
  - 19thシングル表題曲。
  - TVアニメ「炎炎ノ消防隊 弐ノ章」OP主題歌。
7. wonderland
作詞・作曲・編曲：梶浦由記
  - 梶浦由記による楽曲提供。
  - DS Automobiles 「DS 7 CROSSBACK E-TENSE」 CM曲。
8. Torches
作詞：aimerrhythm、作曲：飛内将大、編曲：玉井健二/飛内将大
  - 17thシングル表題曲。
  - TVアニメ「ヴィンランド・サガ」ED主題歌。
9. marie
作詞：aimerrhythm、作曲：横山裕章、編曲：玉井健二/百田留衣
  - 18thシングル表題曲。
  - 国立西洋美術館「ハプスブルク展」イメージソング。
10. ever after
作詞：aimerrhythm、作曲：玉井健二/百田留衣、編曲：玉井健二/釣俊輔
  - Amazon Prime Videoドラマ「ホットママ」主題歌。
11. hollow-mas
作詞：aimerrhythm、作曲：大西省吾、編曲：玉井健二/大西省吾/KOHD
  - 音楽朗読劇「ALCHEMIST RENATUS～Homunculus～」主題歌。
12. 季路
作詞：aimerrhythm、作曲：飛内将大、編曲：玉井健二/飛内将大
  - TVアニメ「魔道祖師 前塵編」ED主題歌。
13. 春はゆく
作詞・作曲・編曲：梶浦由記
  - 18thシングル表題曲。梶浦由記による楽曲提供。
  - 劇場アニメ「Fate/stay night [Heaven's Feel] III. spring song」主題歌。
14. Walpurgis
作詞：aimerrhythm、作曲：百田留衣、編曲：玉井健二/百田留衣

### MV集（初回盤・完全限定盤）
1. STAND-ALONE
2. Torches
3. 春はゆく
4. SPARK-AGAIN
5. wonderland
6. 地球儀

## 演奏
- 玉井健二：Produce (#1.2.3.4.6.8-12.14)
- 百田留衣：Programming & All Other Instruments (#1.3.9.14)
- 飛内将大：Programming & All Other Instruments (#2.4.6.8.12)
- 名越由貴夫：Electric Guitar (#4)
- Vaundy：Produce, Vocal, Programming & All Instruments (#5)
- 梶浦由記：Produce, All Keyboards & Programming (#7.13)
- 是永巧一：Guitars (#7.13)
- 佐藤強一：Drums (#7.13)
- 高橋“Jr.”知治：Drums (#7.13)
- 今野均：Violin (#7)
- 生野正樹：Viola (#7)
- 西方正輝：Cello (#7)
- 今野均ストリングス：Strings (#9.13)
- 釣俊輔：Programming & All Instruments (#10)
- KOHD：Programming & All Instruments (#11)
- 大西省吾：Programming (#11)
- 室屋光一郎ストリングス：Strings (#12)
- 朝川朋之：Harp (#13)